# Jan Mortelmans
Jan Mortelmans (Lier, 4 mei 1964) is een Belgisch Vlaams-nationalistisch politicus voor Vlaams Belang en voorloper Vlaams Blok.

## Levensloop
Mortelmans behaalde een diploma in de marketing. Van 1988 tot 1991 was hij parlementair medewerker voor het Vlaams Blok in de Kamer van volksvertegenwoordigers, van 1989 tot 1992 redactiesecretaris van het Vlaams Blok Magazine en van 1992 tot 1999 secretaris van de Vlaams Blok-fractie in de Kamer.
Bij de gemeenteraadsverkiezingen in 1988 werd hij verkozen in de gemeenteraad van de stad Lier. Van 1989 tot 1994 was hij de enige verkozene. In 1994 verviervoudigde zijn fractie en werd hij fractievoorzitter. In 2000 behaalde het Vlaams Blok zes zetels en in 2006 werd hij fractievoorzitter van een negenkoppige Vlaams Belangfractie. Bij de gemeenteraadsverkiezingen in 2012 werd Mortelmans opnieuw verkozen en was er voorzitter van een driekoppige fractie. In december 2013 nam hij ontslag uit de gemeenteraad, na bijna 25 jaar te hebben gezeteld.
Mortelmans werd op 13 juni 1999 verkozen tot lid van de Kamer van volksvertegenwoordigers. Voor de samenvoeging van de kieskringen in 2003 was hij volksvertegenwoordiger voor de kieskring Mechelen-Turnhout, daarna zetelde hij voor de provinciale kieskring Antwerpen. Bij de federale verkiezingen van 13 juni 2010 geraakte Mortelmans vanop een vierde plaats niet meer verkozen. In de Kamer van volksvertegenwoordigers was Mortelmans lid van de volgende commissies: de commissie voor de Naturalisaties, de bijzondere commissie voor het Reglement en voor de Hervorming van de Parlementaire Werkzaamheden, de commissie voor de Infrastructuur, het Verkeer en de Overheidsbedrijven en de bijzondere commissie voor de Spoorwegveiligheid. Na zijn parlementaire loopbaan was hij van 2010 tot 2015 opnieuw fractiesecretaris voor zijn partij in de Kamer.
Van 2012 tot 2019 was Mortelmans eveneens werkzaam als vastgoedmakelaar-syndicus. Sinds september 2019 is hij geaccrediteerd medewerker van Gerolf Annemans, Europees Parlementslid voor het VB.
Na zijn ontslag uit de Lierse gemeenteraad in 2013 bleef Mortelmans een belangrijke figuur in de Vlaams Belang-afdeling van de gemeente. Bij de gemeenteraadsverkiezingen van oktober 2018 werd Mortelmans opnieuw verkozen in de gemeenteraad, maar hij besloot zijn mandaat niet op te nemen. Na strubbelingen in de VB-afdeling van Lier werd Mortelmans in augustus 2023 aangesteld tot voorzitter van de afdeling. Bij de lokale verkiezingen van oktober 2024 is Mortelmans lijsttrekker voor het Vlaams Belang in Lier. Hij werd verkozen en legde in december 2024 opnieuw de eed af als gemeenteraadslid.
Gerelateerde onderwerpen: Partijprogramma · 70-puntenplan · Cordon sanitaire · Racismeklacht